# Pivovar Záluží
Pivovar Záluží stával v dnes již neexistující obci Záluží v okrese Most.

## Historie
První písemná zmínka o pivovaru se nachází v berní rule z roku 1654. Jednalo se o vrchnostenský pivovar a podle starých záznamů zde byl v roce 1661 sládkem Jan Ulrich. Po smrti majitele panství Jana Jakuba Bruneaua získala Záluží s Janovem matka jeho sester Lidmila. Janova manželka se později provdala za podplukovníka Martina Jaroslava Michnu z Vacínova, jehož vnuk Jan Michna z Vacínova roku 1701 prodal Záluží hraběti Janu Josefovi z Valdštejna. Dalším majitelem byl Jan Antonín Vrabský Tluksa z Vrabí, který roku 1715 panství opět prodal hraběti Janu Josefovi z Valdštejna, jenž měl ve vlastnictví i panství Duchcov a Horní Litvínov. Z finančních knih se dozvídáme, že k pivovaru náležela také sladovna a sušárna. K pivovaru také náležely dvě šenkovny. Kdy pivovar zanikl však není známo. Dá se předpokládat, že k tomu došlo krátce po zakoupení Záluží hrabětem z Valdštejna. V dominikálním katastru z roku 1757 o pivovaru, sladovně ani sušárně nejsou zmínky, takže v té době byly pravděpodobně již zbořené.